# Wayward Pines
Wayward Pines est une série télévisée américaine en vingt épisodes de 43 minutes créée par Chad Hodge (en), basée sur les romans Wayward Pines de Blake Crouch, et diffusée entre le 14 mai 2015 et le 27 juillet 2016 sur le réseau Fox et en simultané sur Citytv au Canada.
En France et en Suisse, la première saison de la série est diffusée du 27 août 2015 au 24 septembre 2015 sur Canal+. Et à la Réunion depuis le 8 mars 2018 sur Antenne Réunion. Elle reste inédite dans les autres pays francophones.

## Synopsis

### Saison 1
Ethan Burke est un agent spécial des services secrets américains de Seattle. Un jour, alors qu'il faisait un trajet en voiture avec son collègue pour enquêter sur la disparition de deux agents du service, Bill Evans et Kate Hewson, dans une mystérieuse petite ville nommée Wayward Pines (Idaho), ils sont victimes d'un accident.
Ethan Burke va se réveiller dans cette ville et va très vite s'apercevoir qu'il est impossible d'en sortir, ni de communiquer avec le monde extérieur. Peu à peu, il va découvrir les secrets de la ville et va se rendre compte qu'il a été piégé pour y rester.

### Saison 2
Quatre ans après les événements majeurs qui ont bouleversé Wayward Pines, la ville est maintenant dirigée par la nouvelle génération et Jason Higgins. Mais certains tentent de se révolter afin de mettre fin à cette nouvelle tyrannie. Le docteur Theo Yedlin, un chirurgien, est chargé de réaliser une opération et va se retrouver au cœur de cette confrontation.

## Distribution

### Acteurs principaux (saison 1)
- Matt Dillon (VF : Maurice Decoster) : Ethan Burke
- Carla Gugino (VF : Charlotte Marin) : Kate Hewson (invitée saison 2)
- Toby Jones (VF : Jean-Pol Brissart) : Dr Jenkins / David Pilcher (invité saison 2)
- Shannyn Sossamon (VF : Marie Giraudon) : Theresa Burke (invitée saison 2)
- Reed Diamond (VF : Frédéric Popovic) : Harold Ballinger
- Tim Griffin (VF : Nessym Guetat) : Adam Hassler (épisodes 1 à 3 et 9, invité saison 2)
- Charlie Tahan (VF : Adrien Larmande) : Ben Burke (invité saison 2)
- Juliette Lewis (VF : Laurence Charpentier) : Beverly (épisodes 1 à 3)
- Melissa Leo (VF : Élisabeth Fargeot) : l'infirmière Pam Pilcher (invitée saison 2)
- Terrence Howard (VF : Serge Faliu) : le shérif Arnold Pope (épisodes 1 à 3 et 6, invité saison 2)

### Acteurs principaux (saison 2)
- Jason Patric (VF : Patrick Béthune) : Dr Theo Yedlin
- Djimon Hounsou (VF : Frantz Confiac) : CJ Mitchum
- Hope Davis (VF : Valérie Even) : Megan Fisher (récurrente saison 1)
- Tom Stevens (en) (VF : Juan Llorca) : Jason Higgins
- Nimrat Kaur (VF : Lydia Cherton) : Rebecca Yedlin, femme de Theo
- Josh Helman (VF : Raphael Cohen) : Xander Beck
- Kacey Rohl (VF : Leslie Lipkins) : Kerry Campbell

### Acteurs récurrents
- Siobhan Fallon Hogan : Arlene Moran
- Greta Lee (VF : Anne-Charlotte Piau) : Ruby (saison 1, 4 épisodes, invitée saison 2)
- Justin Kirk (VF : Pierre Tessier) : Peter McCall (saison 1)
- Sarah Jeffery (VF : Lola Krellenstein) : Amy (saison 1)
- Barclay Hope : Brad Fisher (saison 1, 4 épisodes)
- Mike McShane : Big Bill (saison 1, 4 épisodes)
- Christian Tessier (en) (VF : Nicolas Dangoise) : le barman (saison 1, 4 épisodes)
- Lindsey Kraft : Darla (saison 1, épisode 2)
- Christopher Meyer : Mario (saison 2)
Version française
  - Société de doublage : Nice Fellow[7]
  - Direction artistique : Magali Barney[7]
  - Adaptation des dialogues : Tim Stevens, Laurence Duseyau et Perrine Dézulier[8]
  - Enregistrement et mixage : Daniel dos Reis
  - Studios d'enregistrement : Studios O'Bahamas

 Source et légende : version française (VF) sur RS Doublage

## Production

### Développement
En janvier 2013, Fox met en chantier l’adaptation du premier roman de la série littéraire Wayward Pines de Blake Crouch, sous forme d'une mini-série. En mai 2013, Fox a officiellement commandé la série composée de dix épisodes,.
Lors des lancements de séries 2014, le réseau Fox annonce la diffusion de la série à l'été 2015. Le 9 décembre 2014, le réseau annonce la date de diffusion au 14 mai 2015 et en simultanée dans plus de 125 pays,.
Le 9 décembre 2015, Fox renouvelle la série pour une deuxième saison.
En août 2017, un an après la finale de la deuxième saison, les négociations pour une troisième saison sont toujours en cours. Certaines sources ont remarqué en novembre 2017 que la page de la série a été retirée du site web de Fox et qu'elle serait conséquemment annulée. Elle est officiellement annulée le 26 février 2018.

### Attribution des rôles
Les rôles ont été attribués dans cet ordre : Matt Dillon, Melissa Leo, Carla Gugino, Toby Jones, Terrence Howard, Shannyn Sossamon, Juliette Lewis, Tim Griffin et Charlie Tahan.
En août 2013, Greta Lee et Lindsey Kraft rejoignent la série dans un rôle récurrent.
En novembre 2013, Hope Davis et Justin Kirk obtiennent un rôle récurrent.
Pour la deuxième saison, Jason Patric, Djimon Hounsou, Kacey Rohl et Nimrat Kaur, Christopher Meyer et Josh Helman décrochent des rôles principaux. Aussi, Terrence Howard (Arnold Pope), Hope Davis (Megan Fisher), Toby Jones (Dr Jenkins/David Pilcher), Shannyn Sossamon (Theresa Burke), Tim Griffin (Adam Hassler), Charlie Tahan (Ben Burke), Melissa Leo (Pam Pilcher), Carla Gugino (Kate Hewson) et Tom Stevens (Jason Higgins) ont confirmé leur retour.

### Tournage
La série est tournée à Vancouver au Canada.

### Fiche technique
- Titre original : Wayward Pines
- Création : Chad Hodge (en)
- Réalisation : Zal Batmanglij, Tim Hunter, Nimród Antal, James Foley, Steve Shill, M. Night Shyamalan, Charlotte Sieling et Jeff T. Thomas
- Scénario : Blake Crouch, Chad Hodge (en), Matt Duffer, Ross Duffer, Rob Fresco, Bill Hooper, Patrick Aison, Brett Conrad, Sang Kyu Kim, Steven Levenson
- Photographie : Jim Denault, Gregory Middleton et Amy Vincent
- Musique : Charlie Clouser
- Production : M. Night Shyamalan (5 épisodes)
- Sociétés de production : Blinding Edge Pictures, De Line Pictures, Storyland et FX Productions
- Société(s) de distribution : Fox Network (États-Unis)
- Pays d'origine :  États-Unis
- Langue originale : anglais
- Format : couleur - 1,78:1
- Genre : Drame, science-fiction, thriller
- Durée : 42–44 minutes

 Sauf indication contraire, les informations mentionnées dans cette section peuvent être confirmées par la base de données cinématographiques IMDb,  présente dans la section « Liens externes ».

## Épisodes

### Première saison (2015)
1. Paradis sur terre (Where Paradise Is Home)
2. Ne parlez jamais du passé (Do Not Discuss Your Life Before)
3. Justice pour tous (Our Town, Our Law)
4. L'un reste, l'autre part (One of Our Senior Realtors Has Chosen to Retire)
5. La Vérité (The Truth)
6. Les Choix (Choices)
7. Trahison (Betrayal)
8. Un petit coin de paradis (The Friendliest Place on Earth)
9. Sentence (A Reckoning)
10. Cycle (Cycle)

### Deuxième saison (2016)
La deuxième saison a été diffusée du 25 mai 2016 au 27 juillet 2016 sur Fox.
1. Lignes ennemies (Enemy Lines)
2. La Récolte du sang (Blood Harvest)
3. Il était une fois à Wayward Pines (Once Upon a Time in Wayward Pines)
4. Stratégie de sortie (Exit Strategy)
5. Cri d'alarme (Sound the Alarm)
6. La Cité sur une colline (City Upon a Hill)
7. L'avenir nous le dira (Time Will Tell)
8. Jugement (Pass Judgment)
9. La Ferme des animaux (Walcott Prep)
10. Histoire du soir (Bedtime Story)

## Produits dérivés

### Gone: A Wayward Pines Story
Gone: A Wayward Pines Story est une mini web-série en dix épisodes de 2 minutes 30 dans l'univers de Wayward Pines.

### Sorties DVD
| Intitulé du coffret      | Nombre d'épisodes | Dates de sortie     | Dates de sortie | Nombre de disques | Société de distribution |
| Intitulé du coffret      | Nombre d'épisodes | États-Unis (Zone 1) | France (Zone 2) | Nombre de disques | Société de distribution |
| ------------------------ | ----------------- | ------------------- | --------------- | ----------------- | ----------------------- |
| Wayward Pines - Saison 1 | 10                | 13 octobre 2015     | 31 octobre 2015 | 3                 | 20th Century Fox        |
| Wayward Pines - Saison 2 | 10                | indéterminées       | 7 décembre 2016 | 3                 | 20th Century Fox        |